# 形影不离
《形影不离》（英語：Inseparable）是一部由伍仕贤自编、自导的黑色幽默兼心理学悬疑喜剧电影。本片邀集了两次获奥斯卡影帝的凯文·斯贝西（他此次参演使他成为第一个在100%中国资助的电影中担任主角的好莱坞明星）和吴彦祖、龚蓓苾出演。该片2011年在釜山国际电影节首映，2012年5月在中国发行。该片被《华尔街日报》评选为2011年“亚洲十大最著名电影”之一。凯文·斯派西的参与使他成为首位100%中资电影的好莱坞明星。

## 剧情
讲述在家庭生活（身为调查记者的妻子阿胖（龚蓓苾）因服用假叶酸饮品导致所怀的孩子死亡）与工作事业（假肢产品存在缺陷）中都遇到了烦恼的李越（吴彦祖），与一名神秘美国侨民（凯文·斯贝西）成为朋友并在其帮助下所发生的故事。

## 角色
- 凯文·斯贝西 - 查克
- 吴彦祖 - 李越
- 龚蓓苾 - 阿胖
- 闫妮 - 阳总
- 彼得·斯特曼 - 理查
- 曾江 - 王总
- 张默 - 孙彪
- 韩童生 - 林警官